# Heidi (anime)
Heidi (アルプスの少女ハイジ Arupusu no Shōjo Haiji?, lit. Heidi, la niña de los Alpes) es una serie de anime infantil (kodomo) estrenada el 6 de enero de 1974. Está inspirada en el libro homónimo de la escritora suiza Johanna Spyri.

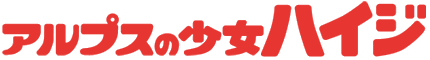
Logo de la serie de anime en japonés

La serie fue producida por el estudio de animación Zuiyo Eizo (actualmente, Nippon Animation). La serie, que consta de 52 episodios, se estrenó en España con un doblaje peninsular en 1975, encabezando el índice de aceptación de programas en 1976, y en Hispanoámerica en 1978, con un doblaje a español neutro realizado en México.

## Argumento
Heidi, una niña de cinco años, huérfana de padre y madre, es llevada por su tía Dete a la montaña suiza de Alm a vivir con su abuelo, para tomar un trabajo en la ciudad de Fráncfort del Meno, en Alemania. Al principio, el «Viejo de los Alpes», como es conocido en las aldeas de la cercanía, no está muy contento de tener que cuidar a la niña. Sin embargo, la inefable ternura y alegría de su nieta hace que él poco a poco vaya cambiando de carácter, no solo con ella sino con el resto de la gente. Heidi ha descubierto una encantadora vida en las montañas y no desea irse, hace amistad con un pastorcito vecino llamado Pedro y juntos toman agradables paseos en las montañas al pastorear a las cabras. Heidi rápidamente se gana el cariño de todos, incluso de la abuela de Pedro, una anciana débil y ciega. Desgraciadamente, una gran tristeza los afecta a todos el día en que su tía Dete regresa para llevarse a Heidi con ella, ya que asegura tener una magnífica oportunidad para la manutención y educación de Heidi en Fráncfort, con tal de que le haga compañía a la hija del señor Sesemann. En la ciudad, Heidi descubre que Klara Sesemann es una niña que no puede caminar y se mueve en silla de ruedas. Pronto se hacen amigas. También en este nuevo hogar Heidi tendrá que someterse a la estricta señorita Rottenmeier, la institutriz de Klara. Cuando por fin se reúne con su abuelo y sus amigos en las montañas de los Alpes, Heidi recibirá la visita de Klara y su abuela, y ocurrirá un milagro, que será una gran alegría para todos.

## Personajes

### Principales
- Heidi: hija de Tobías y Adelaida. La protagonista es una niña huérfana desde pequeña, que se ve obligada a vivir con su abuelo en una cabaña de los Alpes. Allí es muy feliz, quiere mucho a su abuelo, a Pedro, a Joseph (que en español se tradujo como «Niebla») y las cabras. Un día su tía Dete la va a buscar para que se vaya a vivir a Fráncfort a hacer compañía a Klara. Su nombre de pila es Adelaida (Adelheid), como su madre, pero la llaman de cariño por el diminutivo de su nombre "Heidi".[7]
- Abuelo de Heidi (Alm-Öhi [8] en la versión en alemán): Es el padre de Tobías, y el abuelo de Heidi, conocido en el pueblo de Dörfli como el «Viejo de los Alpes». Tiene fama de hombre huraño y solitario, pero quiere mucho a su nieta Heidi, lo cual hace que con el tiempo vaya cambiando su actitud, desde el primer momento en el que Heidi empezó a vivir con él.
- Pedro: el cabrero, es un ingenuo pastorcillo que se dedica cada día a llevar a las cabras de todos los aldeanos de Dörfli a las praderas. Es el mejor amigo de Heidi y vive con su madre y su abuela y muestra ser bastante glotón. Sin embargo, presenta graves dificultades en la escuela, al momento de leer, razón por la cual, considera que estudiar e ir a la escuela no es realmente importante.
- Klara Sesemann: es una niña paralítica que vive en Fráncfort del Meno. Se hace amiga de Heidi cuando esta se va a vivir a su casa para hacerle compañía. Está acostumbrada a que siempre la estén cuidando, pero, cuando vaya a las montañas, aprenderá a valerse por sí misma.
- Señorita Rottenmeier: es la institutriz de Klara y se hace cargo de la casa cuando el señor Sesemann no está. Es muy amargada, prejuiciosa, severa y continuamente humilla y regaña  a Heidi llamándola por su nombre pila, Adelaida, ya que la institutriz no considera que Heidi sea un nombre cristiano. Continuamente somete a la pequeña a las estiradas normas de etiqueta de la clase alta de la época.

### Secundarios
- Abuela de Pedro: es una anciana ciega, que vive con su hija Brígida y su nieto Pedro. Suele estar hilando todo el día y las visitas de Heidi le llenan de alegría.
- Brígida: es la madre de Pedro, viuda desde que Pedro era muy pequeño. Cuida de su madre y de Pedro, que es quien trabaja para traer dinero a la casa.
- Señor Sessemann: es el padre de Klara. Es un hombre de negocios muy rico y viudo, que quiere mucho a su hija, pero tiene que estar continuamente de viaje debido a su trabajo. Siente simpatía por Heidi.
- Señora Sessemann: es la abuela paterna de Klara. Es una señora muy alegre y bromista. Durante los días que va de visita a la casa de su hijo,  lo cual hace sentir a Heidi mucho mejor. Además, contribuye decisivamente a que Heidi aprenda a leer.
- Doctor Klassen: es el médico que ha tratado a Klara desde que era pequeña y amigo del señor Sessemann. Cuando Heidi se enferma, es él quien decide que debe volver a las montañas, y más adelante él mismo viaja a los Alpes para comprobar si es un lugar adecuado para que Klara pase un tiempo de vacaciones. Finalmente, llega a la conclusión de que es el lugar adecuado para que Klara aprenda a caminar y a no depender de nadie.
- Sebastián: es el mayordomo de la casa del señor Sessemann. Es un hombre muy tranquilo y congenia mucho con las niñas, sobre todo con Heidi. No soporta a la señorita Rottenmeier, y suele reírse de ella a sus espaldas.
- Tía Dete: es hermana de la difunta madre de Heidi. Se ocupó de ella durante gran parte de su infancia, pero cuando le ofrecen un trabajo en Fráncfort del Meno tiene que dejarla con su abuelo. Tres años después regresa para llevársela a Fráncfort a casa de Klara.
- Tinette: es la sirvienta en casa de los Sessemann. No congenia con Heidi, y ante las niñas se muestra severa y fría como la señorita Rottenmeier, aunque también se ríe a sus espaldas.
- Juan: es el chófer en la casa de los Sessemann. También se ríe de la Señorita Rottenmeier a sus espaldas, al igual que el resto del personal de la mansión.
- Profesor Usher: es el profesor particular de Klara, que se ve obligado a admitir también a Heidi en sus clases, sin mucho entusiasmo por ambas partes.
- Vecinos de Dörfli: entre los varios que aparecen, tiene un papel breve pero destacado: el panadero y su mujer, a quienes el abuelo de Heidi compra el pan a cambio de su queso; el señor Straal, dueño de Copo de Nieve; el cura (que intenta convencer al abuelo de que mande a Heidi a la escuela); algunas vecinas viejas conocidas de Dete que suelen comentar sobre cómo debe estar Heidi viviendo con su abuelo; y el maestro de la escuela y varios de sus alumnos.
- Habitantes de Fráncfort del Meno: tienen un breve papel: el niño que toca el organillo en la calle; el sacristán de la iglesia a cuya torre sube Heidi (y que es quien le regala los gatos); y los dos niños que juegan con Heidi y Klara cuando salen a pasar el día en el parque con la abuela.

### Animales
- Niebla: originalmente llamado Joseph en el anime japonés, es el perro san bernardo del abuelo. Sus mayores aficiones son dormir y comer caracoles (su comida favorita). En algunas ocasiones ayuda a Pedro y a Heidi a cuidar el rebaño.
- Blanquita y Diana: originalmente llamadas Blanca y Osa en el anime japonés, son las cabras del abuelo de Heidi. Blanquita, como su nombre indica, es de color blanco, mientras que Diana es marrón.
- Bonita: la cabritilla de Blanquita, nacida poco después del regreso de Heidi de Fráncfort del Meno.
- Copo de Nieve: es la cabra preferida de Heidi, perteneciente a un aldeano que una vez la quiso sacrificar por no dar leche de buena calidad.
- Copo de Nieve II: la cabritilla de Copo de Nieve.
- El Gran Turco: macho cabrío que pastorea Pedro. Llama la atención por su gran tamaño y por ser de color gris.
- Cascabel: originalmente llamado Atori en el anime japonés, es una pequeña cabra con un cascabel en el collar. Destaca por ser de color blanco con manchas marrones.
- Salvaje: es la cabra que tiene Pedro en su casa. Destaca por tener la parte delantera negra y la parte trasera blanca.
- El Gavilán: un gran gavilán que vuela entre los alpes y que atemoriza a todos. Siempre está haciendo ruido.
- El Señor de las Cumbres: un majestuoso íbice que vive en las montañas de los Alpes.
- Las Dormilonas: originalmente nombradas como «bonitas» por Heidi, son unas marmotas de los Alpes que se esconden entre las rocas.
- Pichí: es un pajarito que Heidi encuentra herido. Le hace compañía hasta que emigra al llegar el otoño.
- Miau: un gato que Heidi y Klara (con la ayuda de Sebastián) esconden en la casa de los Sessemann sin que se entere la señorita Rottenmeier.

## Elenco

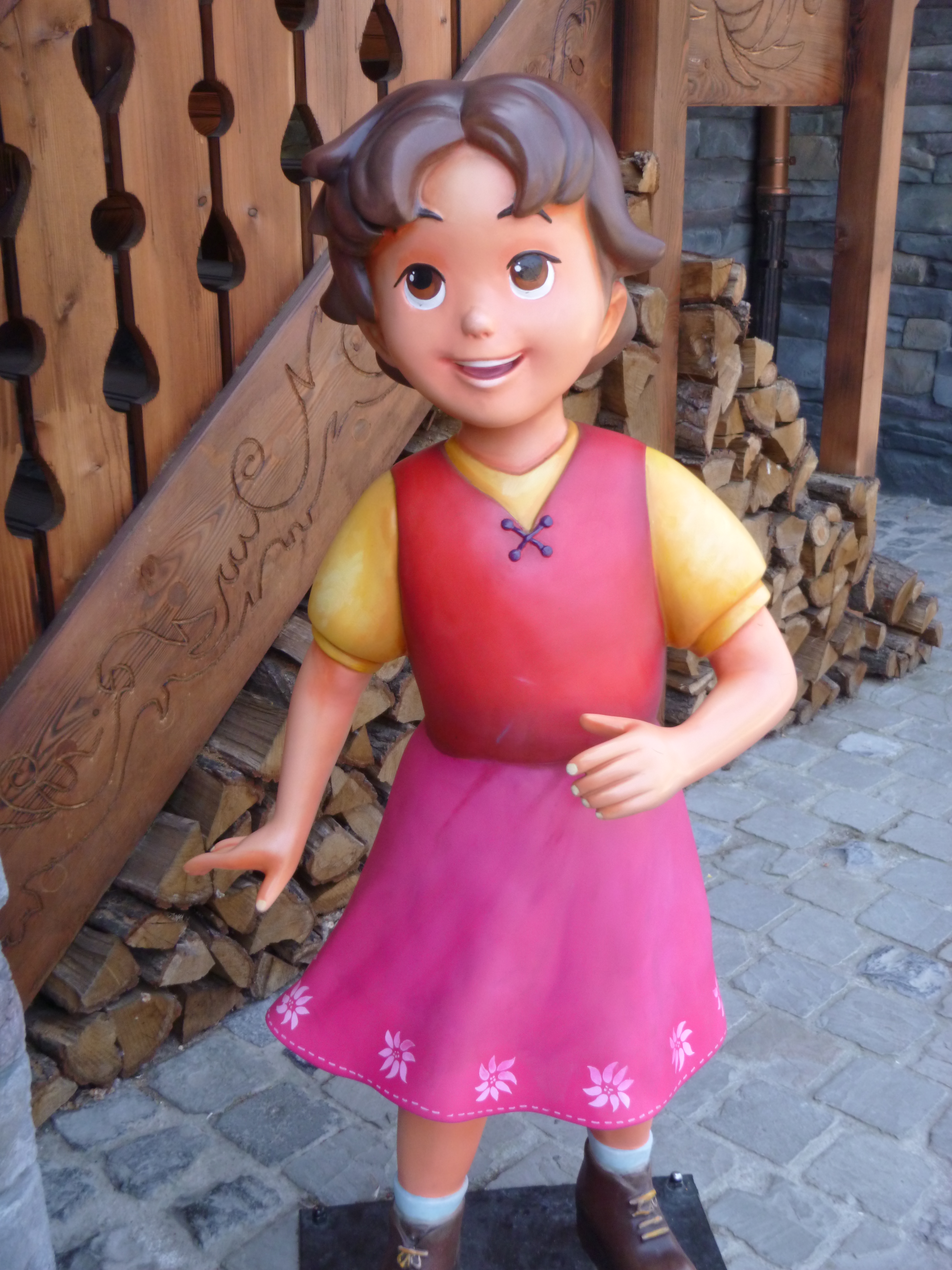
Figura de Heidi en su versión animé

| Dirección                                   | Isao Takahata                                      |
| Diseño de personajes, director de animación | Yoichi Kotabe                                      |
| Ajuste de escena, planos                    | Hayao Miyazaki                                     |
| Dirección del episodio                      | Atsuji Hayakawa Masao Kuroda Isao Takahata         |
| Guiones                                     | Mamoru Sasaki Hisao Okawa Yoshiaki Yoshida         |
| Producción                                  | Shigeto Takahashi                                  |
| Música original                             | Takeo Watanabe                                     |
| Sintonía interpretada por                   | Kayo Ishū (tema inicial) Kumiko Ōsugi (tema final) |

### Canciones
- Letra: Eriko Kishida
- Composición Musical: Takeo Watanabe[9]

Canciones de la versión en español

Todas las canciones escritas y compuestas por  Carlos Ramón-Amart. 
| Heidi |                                   |                    |          |  |
| N.º   | Título                            | Nombre original    | Duración |  |
| 1.    | «Dime Abuelito» (tema de entrada) | Oshiete            |          |  |
| 2.    | «Copo de Nieve y yo»              | Yuki to watashi    |          |  |
| 3.    | «En la tarde»                     | Yugata no uta      |          |  |
| 4.    | «Canción de cuna»                 | Arumu no komoriuta |          |  |
| 5.    | «Pedro y yo»                      | Petar to watashi   |          |  |
| 6.    | «Oye» (tema de cierre)            | Mattete goran      |          |  |

Existen dos versiones de los mismos temas en español ya que se grabaron de forma independiente para la producción española y para la versión latinoamericana producida por Carlos Amador en México, para esta última los temas fueron interpretados por la actriz de doblaje y cantante mexicana Cristina Camargo (misma que dobló la voz de Heidi y fue la narradora en ese doblaje). En tema "Dime abuelito" y "Oye" Cristina Camargo canta las estrofas de las canciones mientras que los yodels se mantuvieron en el idioma original, aunque esto último pasa desapercibido.

### Reparto
| Personaje               | Versión para España 1975     | Versión para Hispanoámerica -1978 |
| ----------------------- | ---------------------------- | --------------------------------- |
| Heidi                   | Sélica Torcal y Marisa Marco | Cristina Camargo                  |
| Pedro                   | Conchita Núñez               | Ad Santos                         |
| Abuelo                  | Joaquín Vidriales            | Francisco Colmenero               |
| Clara                   | Pilar Quintana               | Diana Santos                      |
| Señorita Rottenmeier    | Ana María Saizar             | Eugenia Avendaño? Queta Lavat     |
| Narradora               | Maite Santamarina            | Cristina Camargo                  |
| Abuela de Clara         | Angelina Gatell              | María Santander                   |
| Abuela de Pedro         | Irene Guerrero de Luna       |                                   |
| Tinette                 | Mara Alonso                  |                                   |
| Sr. Sesemann            | Diego Martín                 | Arturo Mercado                    |
| Maestro                 | Javier Dotú                  |                                   |
| Niño de la aldea        | Mari Pe Castro               |                                   |
| Dete, la tía de Heidi   | Angelina Gatell              | Rosanelda Aguirre                 |
| Sebastián, el mayordomo | Francisco Sánchez            |                                   |
| Doctor                  |                              | Esteban Siller                    |
| Anciana                 |                              | Ángela Villanueva                 |
| Aldeana                 |                              | Patricia Martínez                 |
| Director del doblaje    | Francisco Sánchez            | Francisco Colmenero               |

## Episodios
1. Hacia la montaña
2. En casa del abuelo
3. Hacia los pastos
4. Uno más en la familia
5. La carta quemada
6. Silbad más fuerte
7. El susurro de los abetos
8. ¿A dónde ha ido Pitchí?
9. Los Alpes nevados
10. Una visita en casa de la abuela
11. Tempestad de nieve
12. Sonidos de primavera
13. Regreso a los prados
14. Una noticia triste
15. Copo de Nieve
16. Dorfli
17. Visitas inesperadas
18. La partida
19. Camino de Fráncfort
20. Una nueva vida
21. Quiero volar
22. ¿Dónde están las montañas?
23. Un gran alboroto
24. El gato abandonado
25. Los panecillos blancos
26. El regreso del señor Sesseman
27. La abuelita de Clara
28. Una excursión al bosque
29. Dos corazones
30. Quiero coger el sol
31. Adiós, abuelita
32. Una noche agitada
33. Fantasmas
34. El regreso
35. El cielo de las montañas
36. Retorno a las praderas
37. El cabritillo
38. La nueva casa
39. Carreras en trineo
40. Quiero ir a los Alpes
41. La promesa del doctor
42. Qué alegría volver a verte
43. El deseo de Clara
44. El proyecto de Pedro
45. Vamos a ver las flores
46. El descubrimiento de Clara
47. Hola, abuelita
48. Una pequeña esperanza
49. Te lo prometo, abuelita
50. Clara se tiene en pie
51. Clara ya puede andar
52. Hasta pronto

## Distribución doméstica
- La empresa chilena QualityFilms editó la serie completa en DVD, incluyendo extras, en una colección de diez discos. El audio utilizado fue el mismo doblaje latinoamericano de la época.[11]

## Diferencias entre el anime y la novela
Si bien la línea argumental principal se mantiene casi idéntica en el anime con respecto al libro, este se toma algunas libertades a la hora de ofrecer algunos detalles o al incorporar algunas situaciones aledañas que no figuran en el libro. La serie muestra cómo durante los primeros cuatro años que Heidi pasa en las montañas va a los campos de pastoreo a diario durante la primavera y verano, viviendo todo tipo de situaciones de la vida cotidiana, mientras que en el libro solo se relata en uno de sus capítulos, el primer día en el que Heidi concurre a los campos de pastoreo y solo menciona en otros, que Heidi continuó con esa labor sin dar mayores detalles. Personajes como el perro Niebla o el pájaro Pichi no son mencionados en la novela. El dibujo animado por otro lado muestra una personalidad aún más vanguardista en su protagonista, la cual durante el capítulo "Tempestad de nieve" se opone enérgicamente a que unos cazadores le disparen a un pequeño venado o en "Regreso a los prados" incluso trata de combatir cuerpo a cuerpo con un resentido pastor, que estaba agrediendo y sometiendo físicamente a Pedro, al cual lo muerde fuertemente en uno de sus brazos.
En el dibujo se aprecia que la estadía de Heidi en la mansión de los Sesseman es de unos cinco a siete meses, mientras que en el libro, esta se extiende alrededor de un año y medio, con lo cual, se hace más notoria la posterior depresión de Heidi ante su miedo de no volver nunca más a su hogar en los Alpes.
El anime carece del elemento religioso presente en la novela cuando Heidi aprende a leer en Fráncfort. Cuando Clara visita a Heidi en las montañas, el anime nos muestra que la señorita Rottenmeier la acompaña, mientras que en la novela ella no viaja hacia Suiza. 
Los celos de Pedro en la novela, debido a que Heidi deja de acompañarlo a los prados para quedarse en la cabaña con Clara durante varios días, hace que el joven se resienta contra la muchacha inválida y en cierta ocasión cuando no lo veían, empuja la silla de ruedas montaña abajo haciendo que esta se destruya, lo cual le produce una ligera satisfacción pero luego entra en pánico al creer que la familia de Clara son detectives que vienen a las montañas a investigar ese hecho. Toda ese argumento es cambiado en el anime que si bien muestra a un Pedro algo celoso de la visitante, luego comienza a cobrarle simpatía y la silla solo se cae desde la montaña debido al viento y la pendiente.

## La ambientación realista dentro del anime

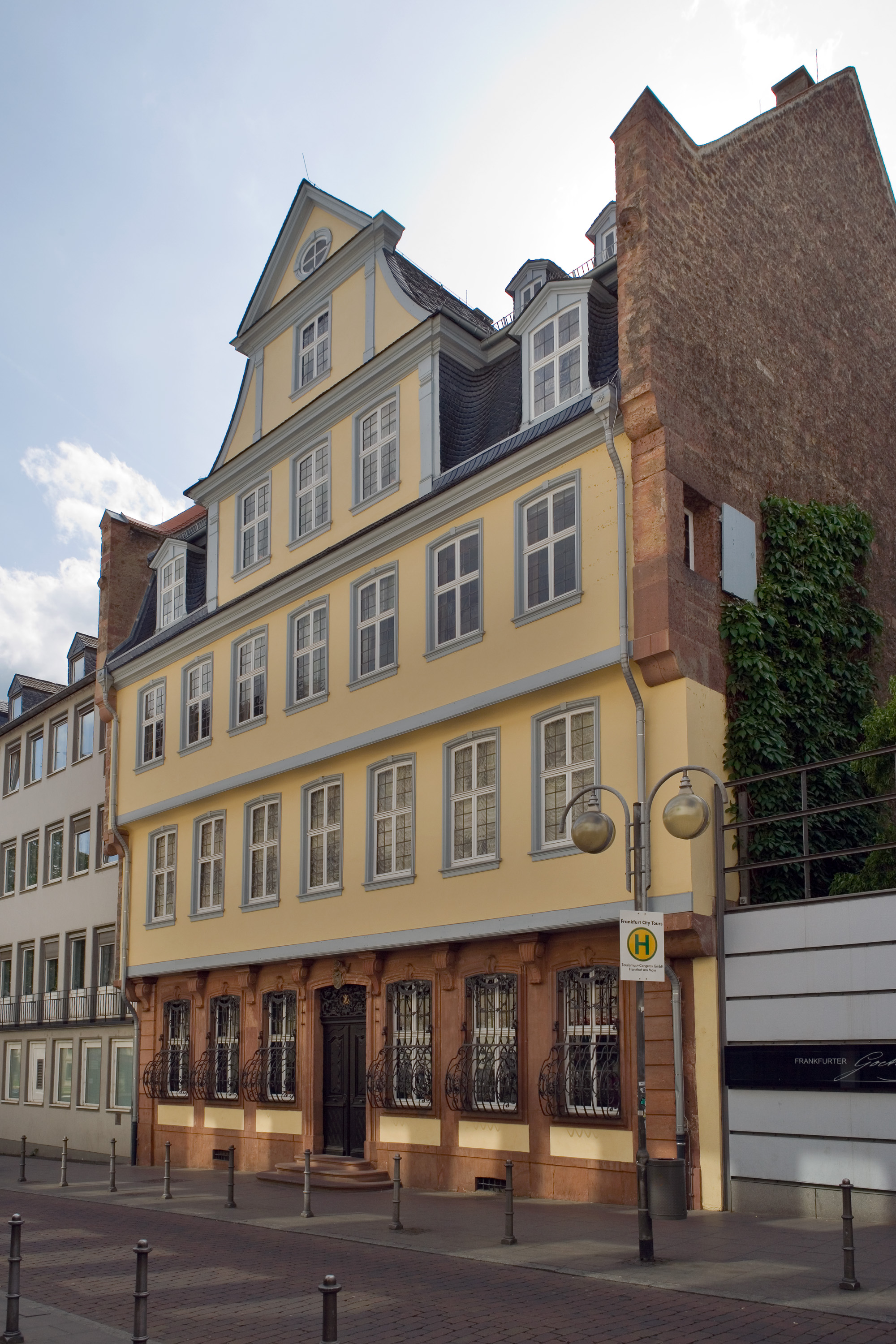
La Casa de Goethe en Frankfurt fue la inspiración para la mansión Sesseman

Isao Takahata viajó a principios de la década de los 70 a Suiza para tomar apuntes de los paisajes naturales donde transcurre la acción, como referencia para el anime.
En la mayoría de los episodios bien sea en la presentación o dentro de la trama argumental de los mismos, se pueden ver retratados paisajes de la comuna de Maienfeld con su única estación de tren, la aldea de Heididorf (Dörfli) y también Heidi hütte (la cabaña del abuelo en la montaña) puntos de interés incluidos en lo que en la actualidad turística se conoce como Heidiland.
En cuanto a lo que puede verse en la estadía de Heidi en la casa de la familia Sesseman en Alemania, nuevamente aquí se presenta un entorno realista. En el capítulo 19 "Camino de Fránkfort" se ven reflejadas imágenes de la estación principal de trenes Hauptbahnhof así como también de la Plaza Römerberg con la estatua de la diosa Justicia y la catedral de San Bartolomé o Colegiata de Fráncfort del Meno.  En el capítulo 22 "¿dónde están las montañas?" en el que Heidi pretende ver las montañas alpinas subiendo a la torre de un campanario, la iglesia en sí a la que Heidi acude llevada por el joven organillero con el que traba una ligera amistad, es la iglesia de Santa Catalina, fácilmente identificable por su fachada, aunque en el anime no den detalles de su nombre.
Sin embargo, pocas son las referencias disponibles para los productores y guionistas del anime, para recrear la ciudad de Fráncfort del siglo XIX, debido a los terribles efectos destructivos de la Segunda Guerra Mundial.

## Versión 2015
En el año 2015 Studio 100 de Animación produjo una serie de dibujos animados en 3D basada directamente en el exitoso anime creado por Isao Takahata y Hayao Miyazaki. La serie contó con un total de 39 episodios de una duración aproximada de 25 minutos cada uno. Como dato curioso, en esta nueva serie  del 2015, a diferencia de la versión de 1974 (a veces de trama melancólica), se presenta a una Heidi con más entereza, que logra un final feliz en cada capítulo.